# 那穆齊禮
那穆齊禮（1728年—1776年），亦那穆奇禮，齿录榜名南齊禮、南其礼，乾隆二十二年奉旨改名那穆齐礼。瓜爾佳氏，字辅民，号立亭，别号鯉庭，巡视台湾监察御史六十七之子，镶红旗满洲第二参领第十四佐领下人。
雍正六年戊申年三月生，乾隆十八年癸酉科（1753年）順天鄉試举人，二十二年丁丑科（1757年）進士。翰林院散馆改刑部奉天司提牢厅主事、司经局洗马、日讲起居官、后官詹事府右庶子，兼管理镶红旗满洲第一参领第一佐领（其曾叔祖副都统达尔占曾管理此佐领），官至詹事府少詹事，内阁大库档显示乾隆四十一年任上病故。 祖上有都统洪世禄、辛泰。父御史六十七、母孙氏尚书託恩多胞妹、妻孙氏尚书託恩多之女。次女嫁镶黄旗满洲兆佳氏御史兼兵科给事中福克进（字继亭）之子德丰额。德丰额和那穆齐礼貌之孙举人承玉、成允。承玉，字号子瑞，顺天府教授后官吏部郎中，为清末大臣胜保之子萨凌阿、湖北巡抚青麟侄孙延昌等人的老师。